# Bella dentro
Bella dentro è l'album di debutto del cantautore italiano Paolo Frescura, pubblicato dall'etichetta discografica RCA il 29 aprile 1975.

## Descrizione
L'album è prodotto da Antonello De Sanctis, che scrive anche i testi dei brani le cui musiche sono composte dall'interprete, mentre gli arrangiamenti sono curati da Marcello Faneschi.
Dal disco viene tratto il singolo di successo Bella dentro/Non andartene via stasera.
Il 45 giri sarà presente per ben 42 settimane nella classifica italiana dei dischi più venduti toccando il secondo posto con oltre 400 000 copie. Successivamente Frescura nel novembre 1975 ne inciderà una versione in lingua spagnola che raggiungerà i primi posti nelle classifiche in Spagna, Cile ed Argentina.
Il 33 giri invece giungerà al 9º posto della classifica italiana nel novembre del 1975. Il brano Ti fa bella l'amore precedentemente fu inciso da Nicola Di Bari e diede il titolo al suo L.P. del 1975.

## Tracce

### Lato A
1. Bella dentro
2. Ma tu
3. Non andartene via stasera
4. Sei bella
5. Frammenti di un amore

### Lato B
1. Ma allora è amore
2. Felicità
3. Le scarpe di tela
4. Lo so che mi vuoi
5. Ti fa bella l'amore

## Musicisti
- Paolo Frescura - voce solista, chitarra classica, chitarra acustica
- Carlo Felice Marcovecchio - batteria
- Mario Scotti - basso elettrico
- Bob Rose - chitarra classica, chitarra acustica, chitarra elettrica
- Luciano Ciccaglioni - chitarra elettrica
- Marcello Faneschi - pianoforte, tastiere
- Baba Yaga - coro in Non andartene via stasera, Frammenti di un amore, Le scarpe di tela
- Rita Mariano - voce solista in Ma allora è amore, Felicità, Lo so che mi vuoi
- Nicola Samale - direzione d'orchestra, flauto
- Mario Vicari - pianoforte, tastiere

## Crediti Tecnici
- Mario Vicari - supervisione artistica, curatore del missaggio
- Antonio Rampotti - tecnico della registrazione e del missaggio
- Cricchi, Di Maio, Olivieri - recordisti
- Francesco Logoluso - copertina del disco
- Luciano Costarelli - foto del disco